# Brandaris (vuurtoren)
De Brandaris is een vuurtoren op Terschelling, en tevens de oudste nog werkende vuurtoren van Nederland. Bovenin bevindt zich de bemande zeeverkeerscentrale Brandaris.
Deze toren is vernoemd naar Sint Brandarius of Brandaan. In het huidige dorp West-Terschelling stond in de middeleeuwen een Sint-Brandariuskerk, waarvan de toren als baken voor de scheepvaart diende. Deze kerk bestaat niet meer. De huidige Brandaris heeft de rol van baken van de voormalige Brandarius-kerktoren overgenomen; vandaar dat deze vuurtoren de naam van de zeevarende heilige Brandaan heeft behouden.
De middeleeuwse Brandariuskerk werd in 1323 gebouwd. De toren werd zo gebouwd dat deze kon dienen als baken voor de schepen die via de Zuiderzee op weg waren naar Amsterdam. Een goede markering van de nauwe doorvaart tussen Vlieland en Terschelling was nodig omdat de Waddeneilanden vanuit de Noordzee gezien veel op elkaar lijken. De Hanzestad Kampen betaalde mee aan deze eerste vuurtoren.
Het eiland Terschelling verplaatste zich geleidelijk, waardoor de eerste Brandaris omstreeks 1570 in zee stortte. Het heeft tot 1592 geduurd voordat men aan de constructie van een tweede toren begon, maar deze stortte in voordat hij klaar was, doordat er slechte bouwmaterialen waren gebruikt. 
De huidige toren was gereed in 1594. In 1837 werd de Brandaris verbouwd om als eerste Nederlandse vuurtoren een draaiende fresnellens te kunnen dragen. De trapkoker en het lichthuis zijn in dat jaar aangebracht. Elektrificatie volgde in 1907. Hiervoor werd een jaar eerder aan de noordzijde van de toren een machinehuis gebouwd. Dit gebouw werd in 1982 afgebroken. De lamp met elektrische aandrijving werd in 1920 geïnstalleerd. In 1979 kreeg de vuurtoren een lift en een radarantenne. Het licht is nu volkomen automatisch. De zeeverkeerscentrale zou in 2005 elders worden ondergebracht. In 2010 werd echter besloten deze te handhaven.
Door inwerking van weer en wind en zoute zeelucht is regelmatig onderhoud aan de Brandaris noodzakelijk. In 2010 is de toren in opdracht van Rijkswaterstaat geheel opnieuw gevoegd. De toren heeft speciale vogelverlichting om te voorkomen dat vogels er tegenaan vliegen.

## Fotogalerij

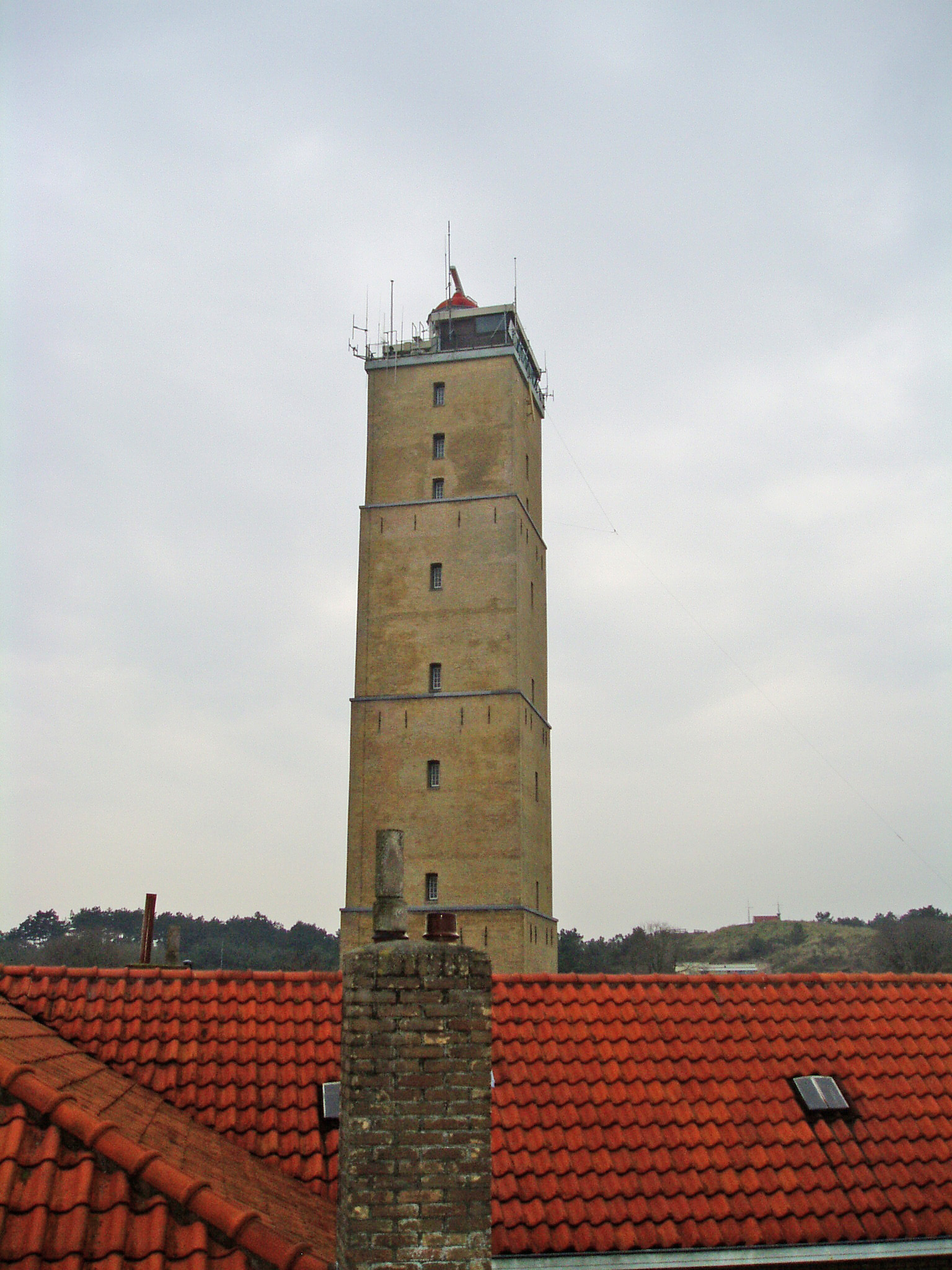
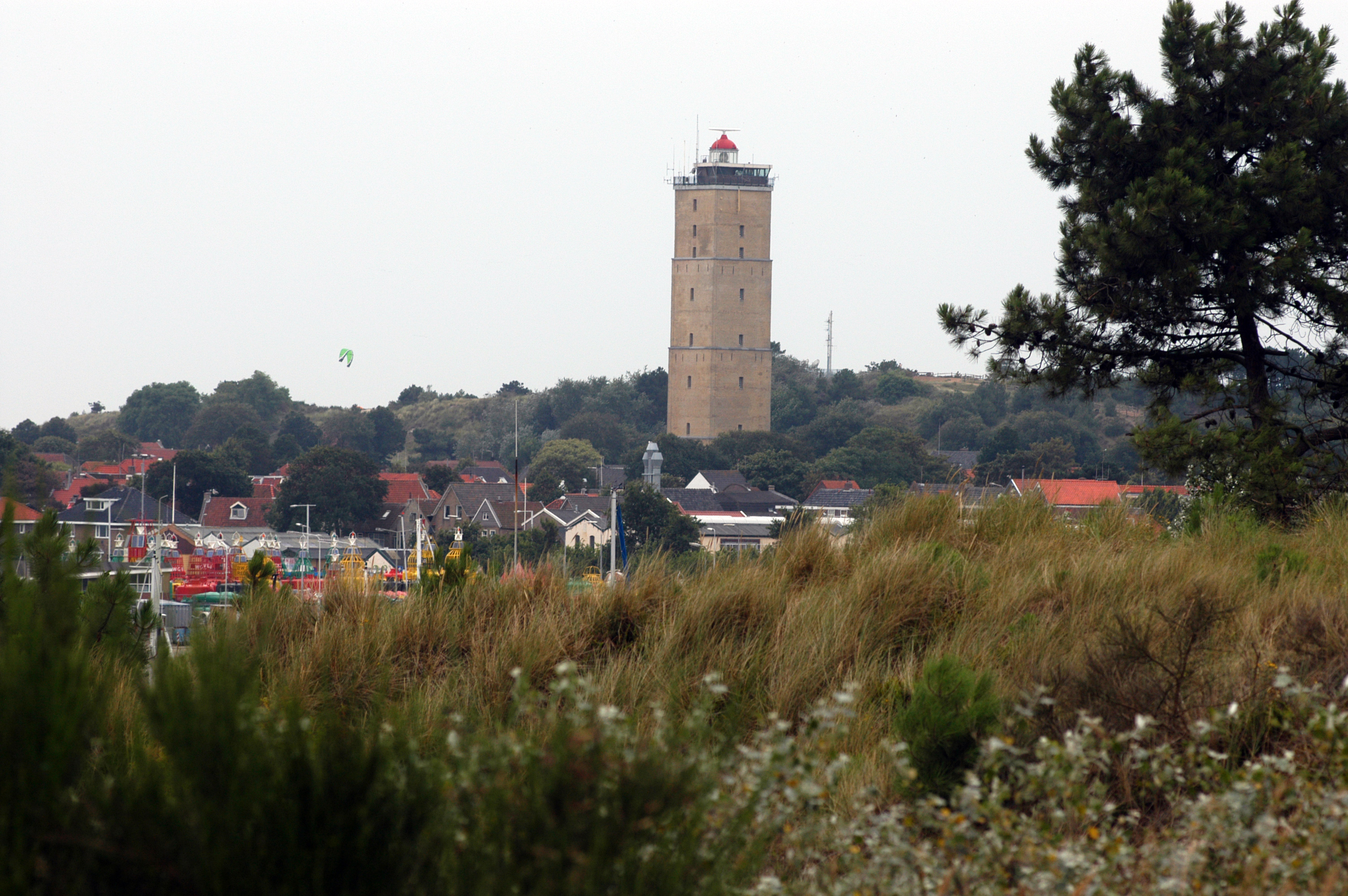
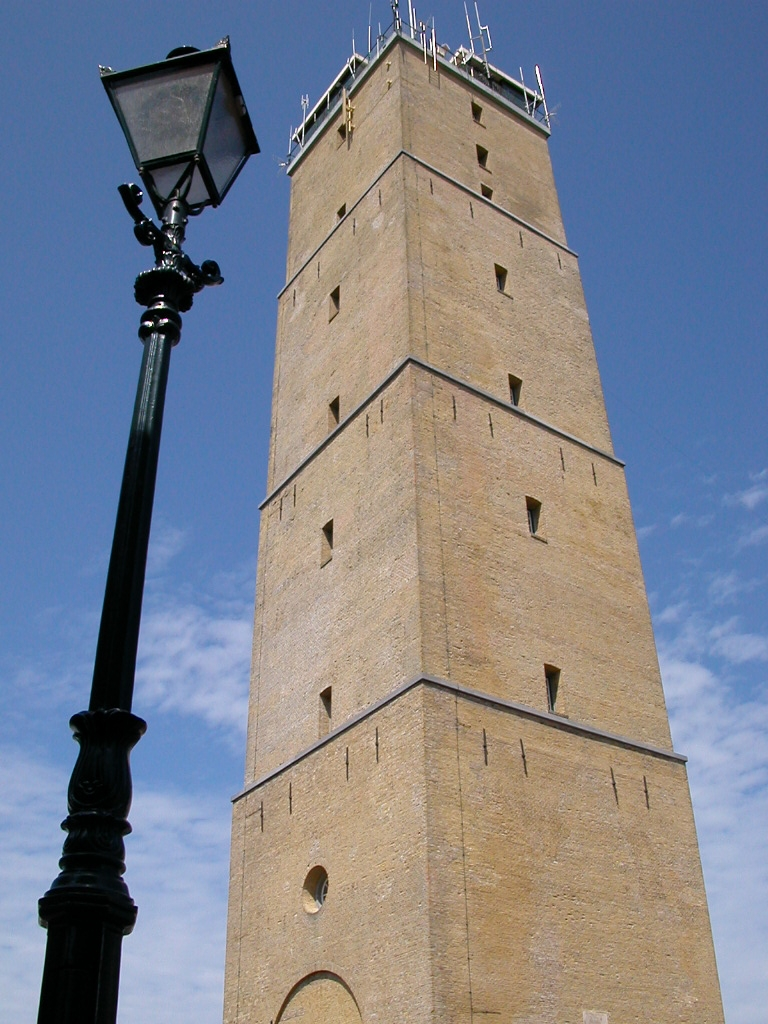
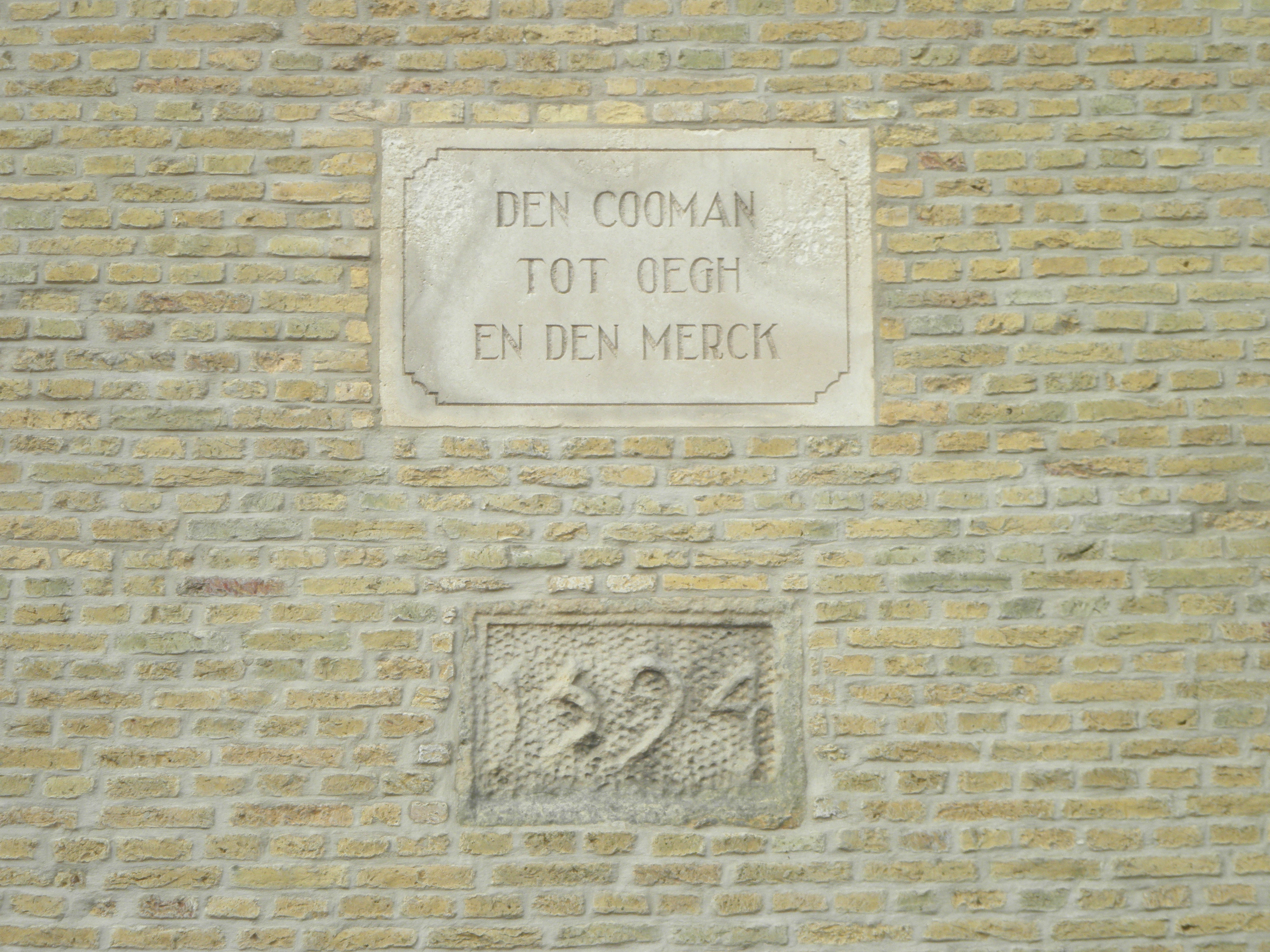
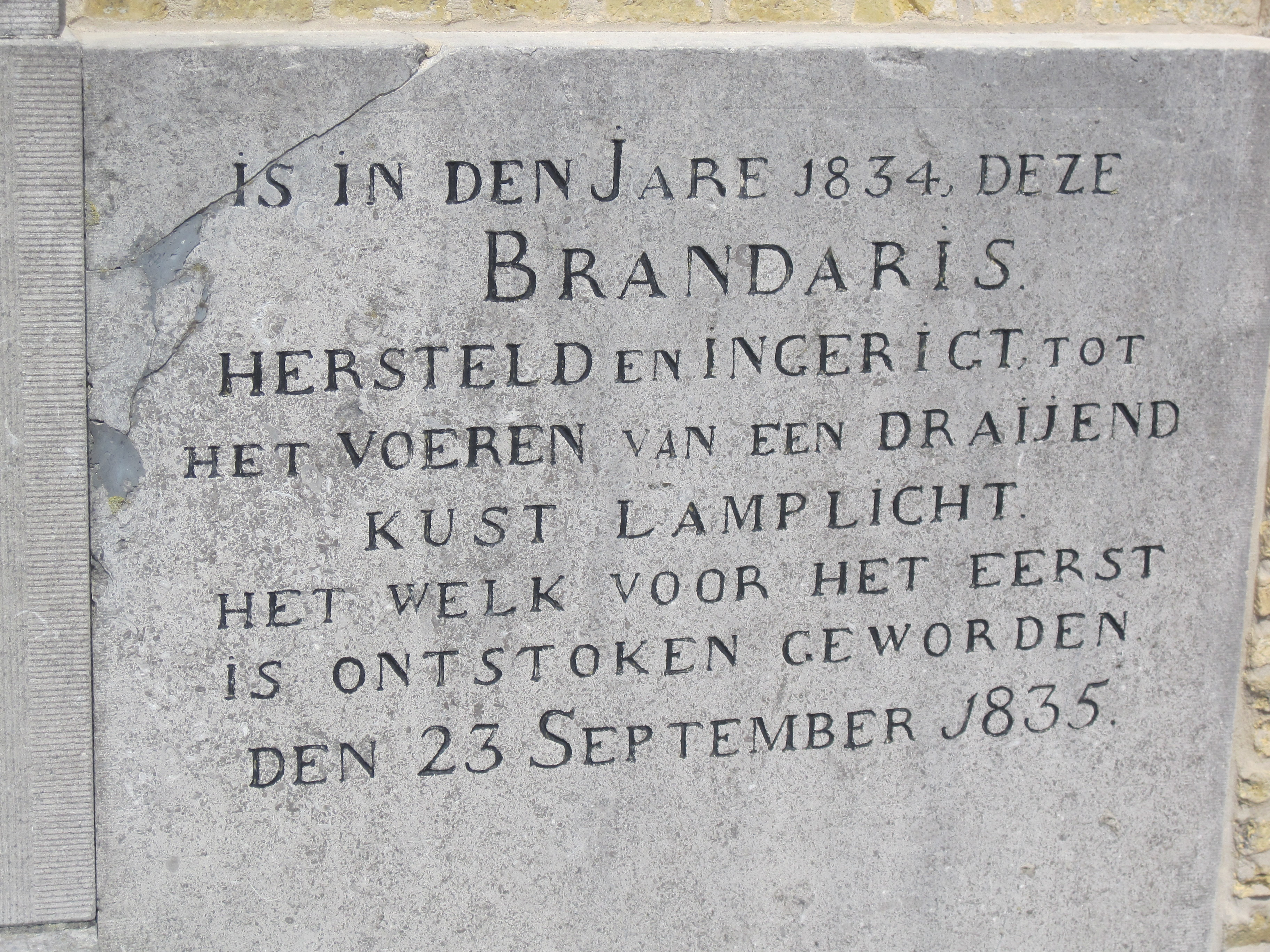
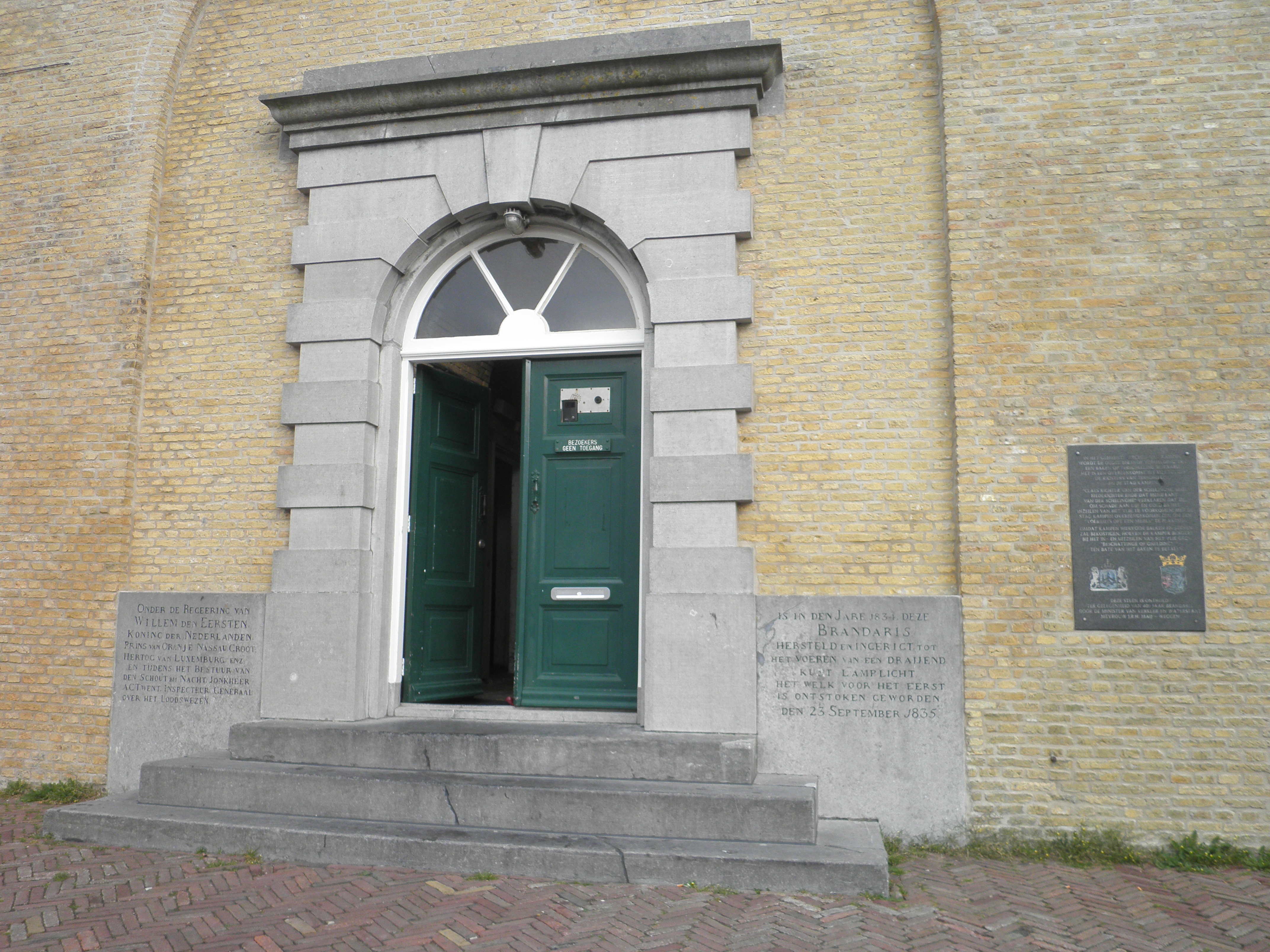

## Trouwen
De eerste verdieping is een van de locaties die door de gemeente Terschelling is aangewezen als ruimte voor het voltrekken van huwelijken. De locatie is enkel bereikbaar via de stenen wenteltrap.